# ريسكيو 911
ريسكيو 911 (بالإنجليزية: Rescue 911)‏، حيث أن رقم 911 هو رقم الطوارئ في الولايات المتحدة، كان برنامجا تلفزيونيا أمريكيا بأسلوب تلفزيون الواقع (بالإنجليزية: Reallity TV)‏، يعتبر في الوقت نفسه دراما وثائقية، نظرا لتوثيقه أحداثا حقيقية بأسلوب قصصي، حيث تعرض قصة الحادثة، مرفقة بتسجيلات صوتية لمكالمة الطوارئ، وأحيانا يتم عرض تسجيل فيديو من آلات تصوير صادفت وقوع الحادث. البرنامج كان من تقديم ويليام شاتنر (بالإنجليزية: William Shatner)‏، وتم تقليده في عدد من الدول، كما تم بث البرنامج الأصلي في دول أخرى.

## الحبكة الروائية في البرنامج
يمتزج تسلسل عرض البرنامج بالإثارة، الدراما، وأحيانا الدعابة وقليل من الطرافة، كما وأن الأحداث تنتهي عادة بشكل سار، فإن قليلا منها ينتهي نهاية مأساوية، البرنامج شمل عمليات إنقاذ الأرواح البشرية من مختلف الحوادث، كما وشمل عمليات إنقاذ بعض الحيوانات، وغالبا ما تكون حيوانات أليفة كالقطط.
غطى البرنامج أغلب الحوادث المنتشرة، كحوادث السير، الحرائق، السرقات والجرائم، الاختناقات والحالات الطبية الطارئة، الصعق الكهربائي... إلخ. حيث تسرد عملية الإنقاذ وكيف نجت الضحية أو الضحايا بفضل الرحمة الإلهية ثم جهود فرقة الطوارئ. ورغم خطورة تلك الحوادث، فقد غطى البرنامج أيضا عمليات الإنقاذ من الحوادث العرضية البسيطة والتي لا تخلو من الطرافة، كحادثة الفتى الذي التصق لسانه بالثلاجة.

## قنوات العرض
البرنامج أنتج لمصلحة تلفزيون سي بي إس الأمريكي، عرض لأول مرة في 18 أبريل 1989.
سبق لمشاهدي تلفزيون المملكة العربية السعودية مشاهدة البرنامج فترة التسعينات، عبر القناة الثانية الناطقة باللغة الإنجليزية، وحظي بمتابعة كغيره من برامج تلفزيون الواقع.

## وصلات خارجية
- ريسكيو 911 على موقع IMDb (الإنجليزية)
- ريسكيو 911 على موقع ميتاكريتيك (الإنجليزية)
- ريسكيو 911 على موقع روتن توميتوز (الإنجليزية)
- ريسكيو 911 على موقع كينوبويسك (الروسية)
- ريسكيو 911 على موقع قاعدة بيانات الفيلم (الإنجليزية)

Rescue 911  في قاعدة بيانات الأفلام على الإنترنت (بالإنجليزية)